# Избирательные округа штата Оклахома

Границы административных единиц штата с 2023 года

По данным переписи населения 2010 года, Оклахома поделена на пять избирательных округов. Это один из штатов, который смог сохранить то же количество округов, что и во время предыдущей переписи (в прошлом в Оклахоме было девять мест в Палате представителей). После выборов 2018 года претендент-демократ заменил действующего республиканца, в результате чего в Конгрессе стало пропорция республиканцев стала 4:1. Республиканцы вернули себе это место в 2020 году, когда Стефани Байс победила Хорна. Как и Вермонт и Делавэр, Оклахома никогда не получала места в конгрессе.

## Нынешние округа и их представители
Здесь представлен список членов Палаты представителей США от штата Нью-Йорк, границы округов и политические рейтинги округов (по данным КПИ). По состоянию на 2022 год, делегация насчитывает 5 членов, которые представляют республиканскую партию.
| Округ | Представитель (Резиденция)   | Партия          | Действующий с  | Рейтинг округа | Карта округа |
| ----- | ---------------------------- | --------------- | -------------- | -------------- | ------------ |
| 1     | Кевин Херн (Талса)           | Республиканская | 13 ноября 2018 | Р+14           |              |
| 2     | Джош Бречин (Вествилль)      | Республиканская | 3 января 2013  | Р+29           |              |
| 3     | Фрэнк Лукас (Шейенн)         | Республиканская | 10 мая 1994    | Р+24           |              |
| 4     | Том Коул (Мур)               | Республиканская | 3 января 2003  | Р+19           |              |
| 5     | Стефани Байс (Оклахома-Сити) | Республиканская | 3 января 2021  | Р+12           |              |

## Исторические местоположения округов
Таблица с картами  избирательных округов в штате Оклахома, демонстрирует изменения границ округов в период с 1973 по 2013 год.
| Год         | Карта штата | Карта Оклахома-Сити |
| ----------- | ----------- | ------------------- |
| 1973–1982   |             |                     |
| 1983–1992   |             |                     |
| 1993–2002   |             |                     |
| 2003–2013   |             |                     |
| 2013 - 2023 |             |                     |
| 2023 - н.в. |             |                     |

## Внешние ссылки
- National Atlas of Oklahoma's Congressional Districts